# Zbigniew Robert Promiński
Zbigniew "Inferno" Robert Promiński (30 de diciembre de 1978, Tczew) es un músico, compositor, percusionista, guitarrista y productor polaco. 
En 1995 se unió a la banda de death metal Damnation. Dos años más tarde recibió la invitación de Adam Darski de unirse al grupo Behemoth, con quienes ha grabado seis álbumes de estudio. Junto a Behemoth ha sido nominado en tres ocasiones a los premios musicales Fryderyka, en la categoría de mejor álbum de rock/metal por Demigod (2004) y The Apostasy (2007), y en la categoría de mejor álbum de heavy metal por el disco en vivo At The Arena ov Aion - Live Apostasy (2008).
En 1998, junto a otros miembros de Damnation, fundó la banda de brutal death metal Azarath. En 2008 los lectores de la revista Terrorizer lo eligieron como mejor batería de heavy metal. 
Desde 2009 usa baterías Spaun y platillos Paiste. Está patrocinado por la empresa estadounidense Trick Percussion & Drums, un productor de accesorios de para batería.

## Discografía

### Behemoth
- 1998: Pandemonic Incantations
- 1999: Satanica
- 2000: Thelema.6
- 2002: Zos Kia Cultus (Here and Beyond)
- 2004: Demigod
- 2007: The Apostasy
- 2009: Evangelion
- 2014: The Satanist

### Azarath
- 2001: Demon Seed
- 2003: Infernal Blasting
- 2006: Diabolic Impious Evil
- 2009: Praise the Beast
- 2011: Blasphemers' Maledictions

### Witchmaster
- 2002: Masochistic Devil Worship

### Damnation
- 1996: Rebel Souls
- 1997: Coronation